# Earth Check
EarthCheck, siendo administrado y propiedad de EC3 Global, es una organización que se caracteriza por realizar consultoría, benchmarking científico y certificación para la industria turística. Es el primer programa de certificación mundial para reconocer las prácticas sostenibles de las organizaciones de la industria turística.
Esta organización con base en Australia y oficinas en México se encarga de contribuir al desarrollo de empresas y agencias de manera en que su actividad se lleve a cabo de una forma limpia, segura, próspera y saludable para el medio ambiente así como también para las comunidades y habitantes locales.
EarthCheck brinda prácticas de negocios responsables para aumentar la eficiencia y resguardar el medio ambiente natural y social. Su equipo multidisciplinario está conformado por profesionales de las ciencias y los negocios, líderes en sus áreas.

## Certificaciones
La certificación en EarthCheck se puede otorgar tras una evaluación exhaustiva del desempeño de la empresa en ocho diferentes áreas: la implementación de una política de desarrollo sustentable, cuidado del agua, consumo de energía, manejo de desperdicios, consumo de papel, uso de pesticidas, uso de productos de limpieza e higiene y compromisos con la comunidad local.
La Certificación EarthCheck (antes Green Globe) es el sistema de administración ambiental creado como una metodología de evaluación y certificación para la industria del turismo y zonas turísticas predeterminadas.
Distintivo S
En el año 2012 EC3 Global/EarthCheck y la Secretaría de Turismo de México (SECTUR) firman un convenio de colaboración del que deriva que la dependencia federal cree el Distintivo de Garantía de Sustentabilidad para todas aquellas instituciones certificadas por EarthCheck. Este convenio se conoció como "Distintivo S".